# Lubitel

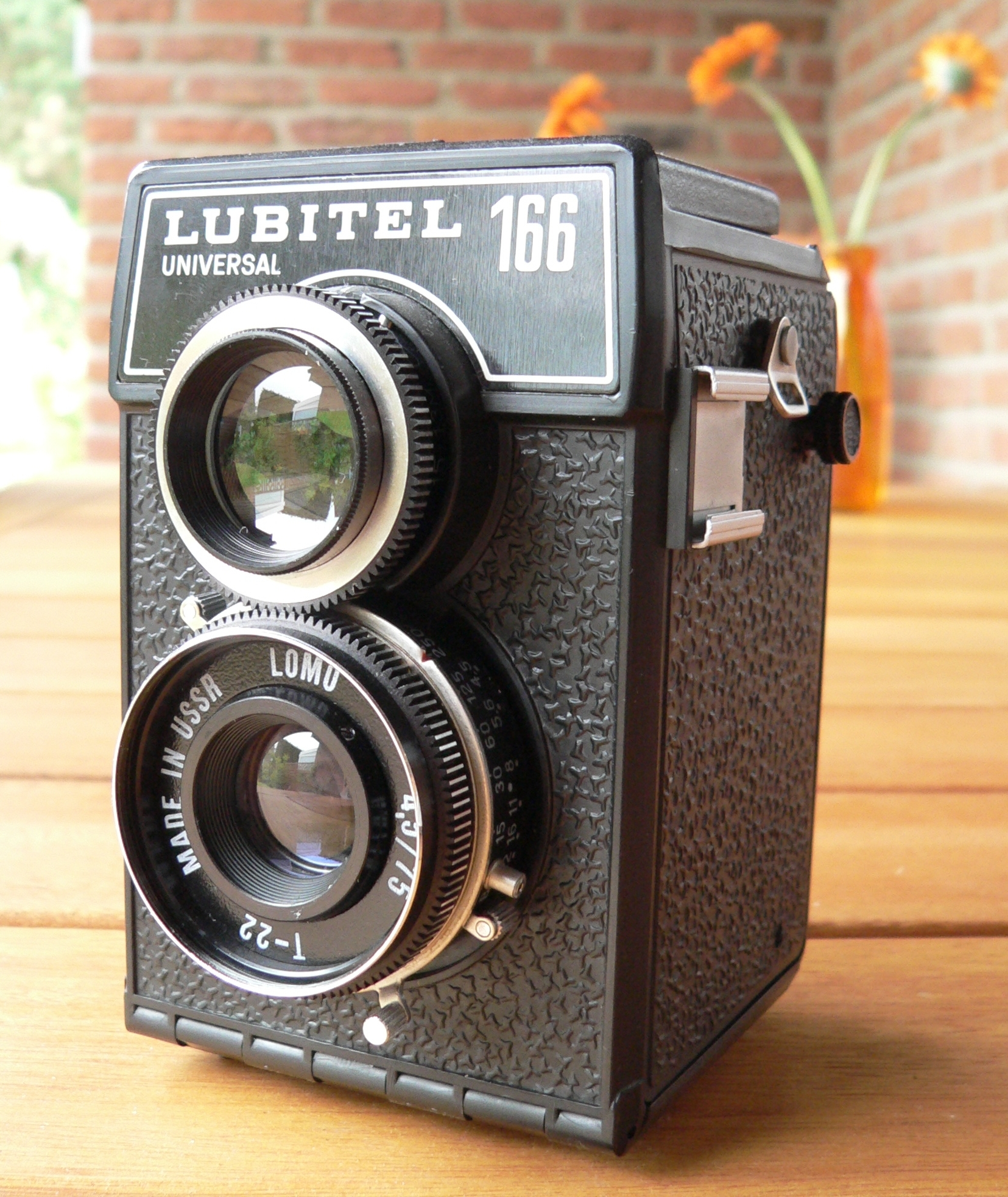
Lubitel 166 U

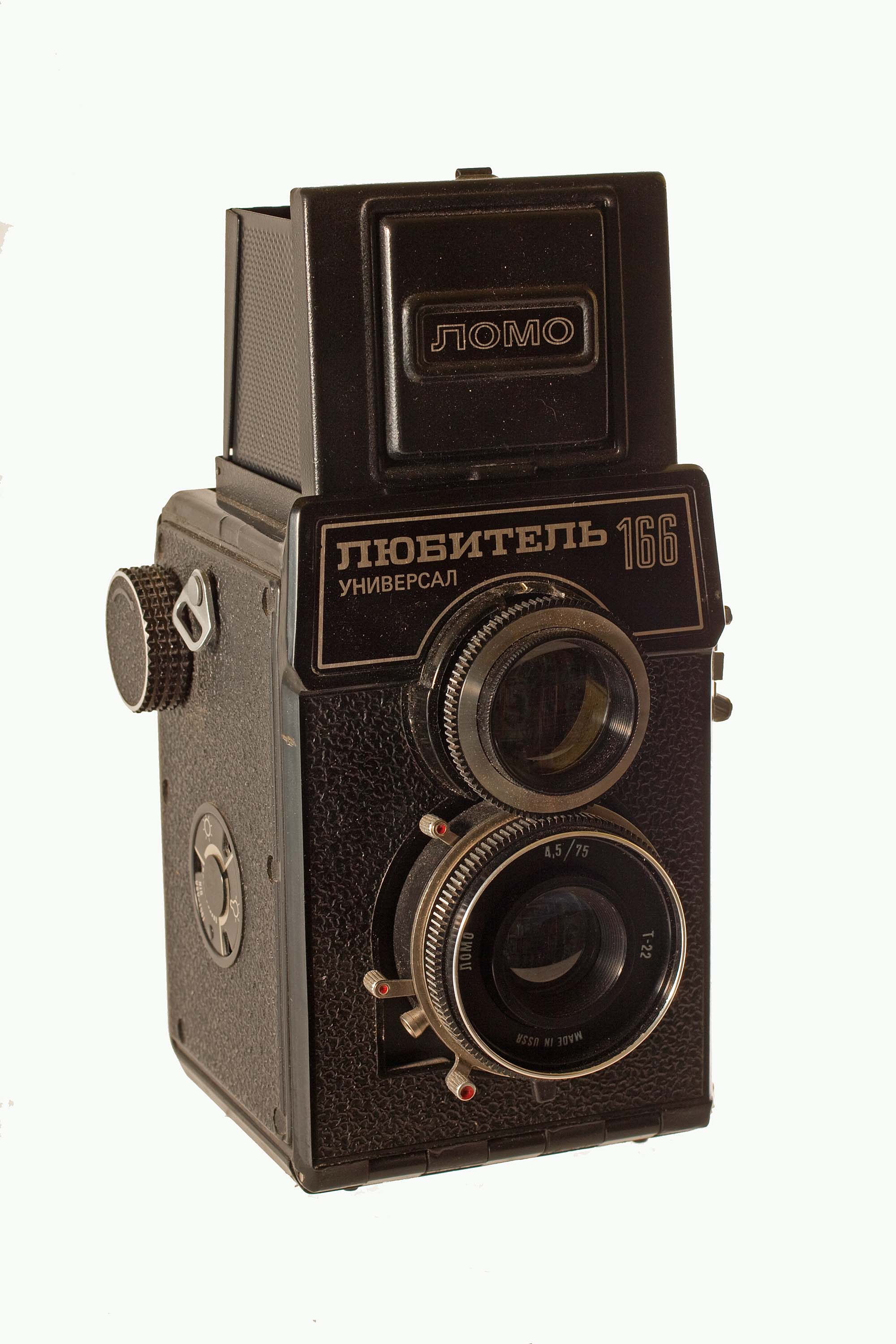
Lubitel-166 Universal – russische Gravuren

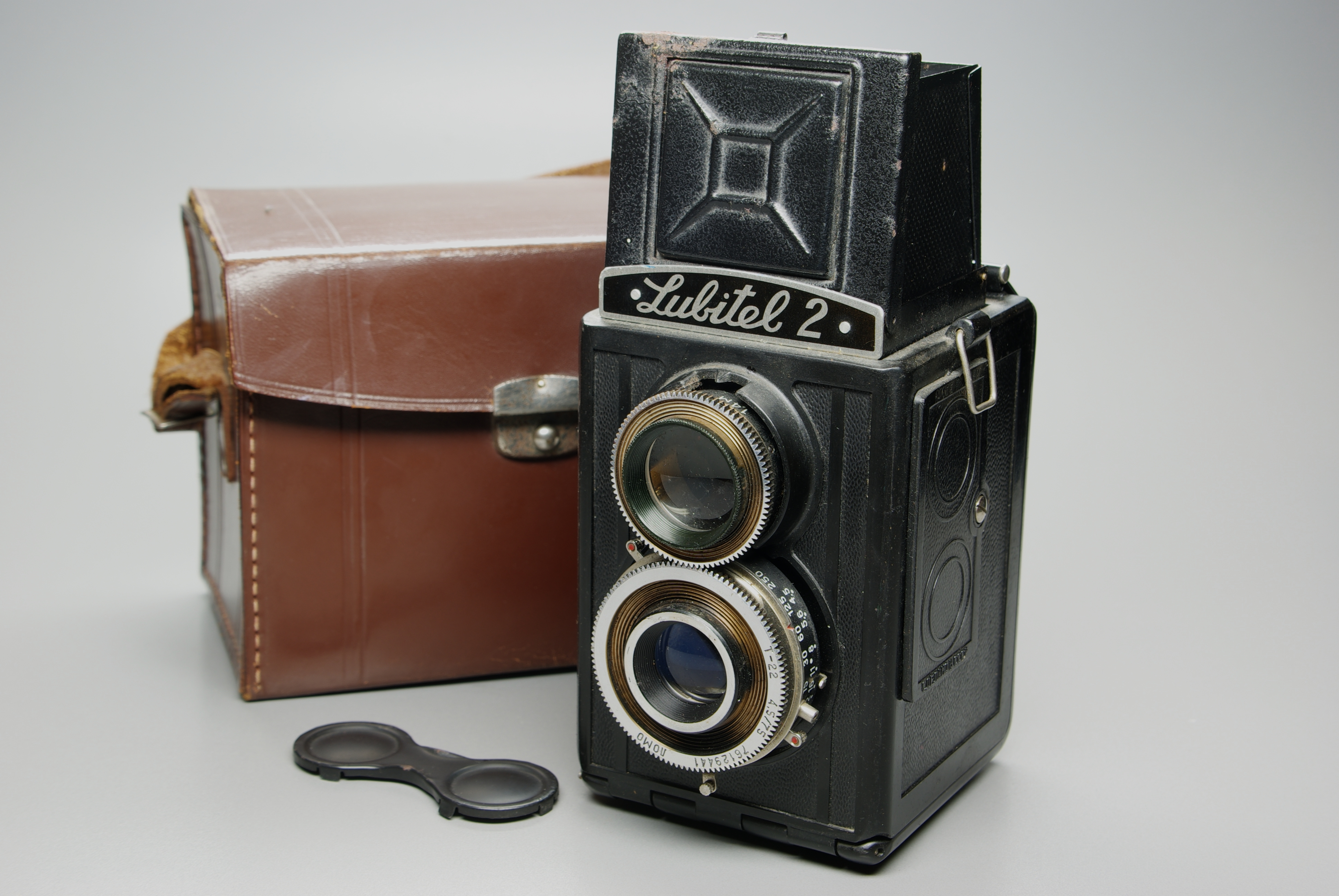
Lubitel 2

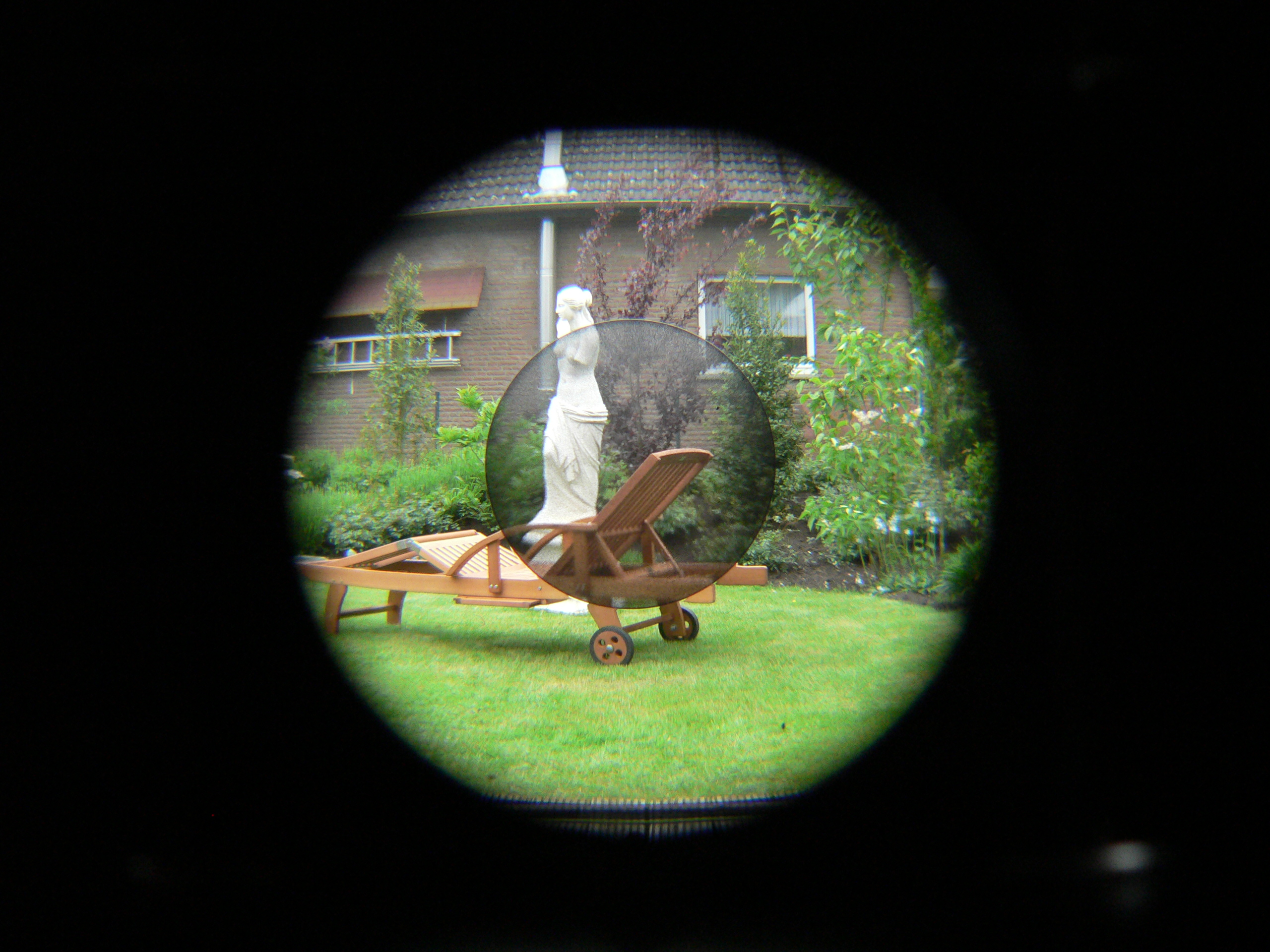
Blick durch den Sucher: Das Bild ist spiegelverkehrt

Lubitel (russisch Любитель) ist der Name verschiedener TLR-Mittelformatkameras des russischen Herstellers Lomo und GOMZ.

## Bedeutung des Namens
Das Wort „Lubitel“ (russisch Любитель) bedeutet „Amateur“ bzw. „Liebhaber“. Ein Exportmodell hatte die Modellbezeichnung „Amatör“.

## Kameras
Das Design basiert auf einer späten Variante der „Voigtländer-Brillant“-Kamera aus Bakelit aus den frühen 1930er Jahren, jedoch mit verschiedenen Verbesserungen aber auch Vereinfachungen.
Oft werden Lubitels als „Spielzeug“-Kameras betrachtet, vor allem wegen ihres niedrigen Preises, ihrer Konstruktion aus Bakelit (später anderen Kunststoffen) und ihrer gelegentlich minder guten Verarbeitung. Lubitels verwenden Mittelformat-Filme, haben ein Objektiv aus Glas und bieten verschiedene Verschlusszeiten bis zu 1/250 und „Bulb“. Die Blendenzahlen reichen von f/4.5 bis f/22. Gute Resultate sind möglich, wenn auch die Aufnahmen nach heutigen Standards bei offener Blende manchmal an den Rändern – wie bei allen dreilinsigen Objektiven – etwas unscharf sind und ein Swirl-Bokeh aufweisen.
Lubitel-Kameras werden oft von Kunstfotografen oder Amateuren verwendet, die preiswert die Mittelformat-Fotografie kennenlernen möchten.

## Modelle und Produktion
- Lubitel TLR (1950–1956)
- Lubitel-2 (1955–1977)
- Lubitel-166 (1977–1980)
- Lubitel-166 B (seit 1980)
- Lubitel-166 Universal (seit 1984)
- Lubitel-166+ Universal (seit 2008)

Die „Komsomolets“-Kameras waren Vorläufer der Lubitels. Anders als die Lubitel hatten diese aber noch kein gekuppeltes Sucher- und Aufnahmeobjektiv zur Fokussierung.